# 덕천역 (부산)
덕천(MG새마을금고)역(Deokcheon(MG Korean Federation of Community Credit Cooperatives)Station, 德川驛)은 대한민국 부산광역시 북구 덕천동과 구포동에 걸쳐 있는 부산 도시철도 2호선과 부산 도시철도 3호선의 전철역이자 환승역이다. 부산 도시철도 3호선의 경우 이 역부터 수영역까지 지하 구간이다.

## 역사
- 1991년 11월 28일 : 부산 도시철도 2호선 호포역~서면역 구간 착공
- 1997년 11월 25일 : 부산 도시철도 3호선 대저역~수영역 구간 착공
- 1999년 6월 30일 : 부산 도시철도 2호선 호포역~서면역 구간 개통과 함께 영업 개시
- 2005년 11월 28일 : 부산 도시철도 3호선 대저역~수영역 구간 개통과 함께 환승역이 됨

## 역 구조
부산 도시철도 3호선은 연결된 지하상가로 숙등역까지 걸어갈 수 있다. 부산 도시철도 3호선 측에 유치선이 설치되어 있으나 야간에 주박하지 않는다. 출입구는 9개다. 1·3번 출입구는 구포동에 있고, 2·4·5·6·8·9·12번 출입구는 덕천동에 있다.

### 2호선 승강장
2면 2선의 곡선 상대식 승강장을 갖춘 지하역이며, 반밀폐형 스크린도어가 설치되어 있다.
- 반대편횡단: 불가능[3]

| 구명↑ |
| \| 상 |
| ↓수정 |

| 상행 | ● 부산 도시철도 2호선 | 사상·서면·수영·장산 방면 |
| 하행 | ● 부산 도시철도 2호선 | 동원·금곡·호포·양산 방면 |

### 3호선 승강장
1면 2선의 섬식 승강장을 갖춘 지하역이며, 완전밀폐형 스크린도어가 설치되어 있다.
| 숙등↑   |
| 하상 \| |
| ↓구포   |

| 상행 | ● 부산 도시철도 3호선 | 미남·종합운동장·연산·수영 방면   |
| 하행 | ● 부산 도시철도 3호선 | 구포·강서구청·체육공원·대저 방면 |

## 역 주변
- 구포시장
- 북구문화빙상센터
- 구룡사
- 부산과학기술대학교

## 승차량 변동
3호선은 2005년 11월 28일부터 영업을 시작하였다. 3호선 개통 이후 2호선 승객이 급감한 것을 알 수 있다. 3호선에서 이용객이 가장 많다.
| 역 노선 | 승차 인원 | 승차 인원 | 승차 인원 | 승차 인원 | 승차 인원 | 승차 인원 | 승차 인원 | 승차 인원 | 승차 인원 | 승차 인원 | 승차 인원 | 승차 인원 | 승차 인원 | 승차 인원 | 주석  |
| 역 노선 | 2002년    | 2003년    | 2004년    | 2005년    | 2006년    | 2007년    | 2008년    | 2009년    | 2010년    | 2011년    | 2012년    | 2013년    | 2014년    | 2015년    | 주석  |
| ------- | --------- | --------- | --------- | --------- | --------- | --------- | --------- | --------- | --------- | --------- | --------- | --------- | --------- | --------- | ----- |
| 2호선   | 13421     | 12391     | 11729     | 10836     | 6675      | 6049      | 6700      | 6894      | 7204      | 7691      | 6792      | 6606      | 6644      | 6465      | [ 4 ] |
| 3호선   | 미개통    | 미개통    | 미개통    | 4973      | 5037      | 5801      | 6939      | 7703      | 8249      | 9443      | 11006     | 11683     | 11755     | 11991     | [ 4 ] |

## 사진

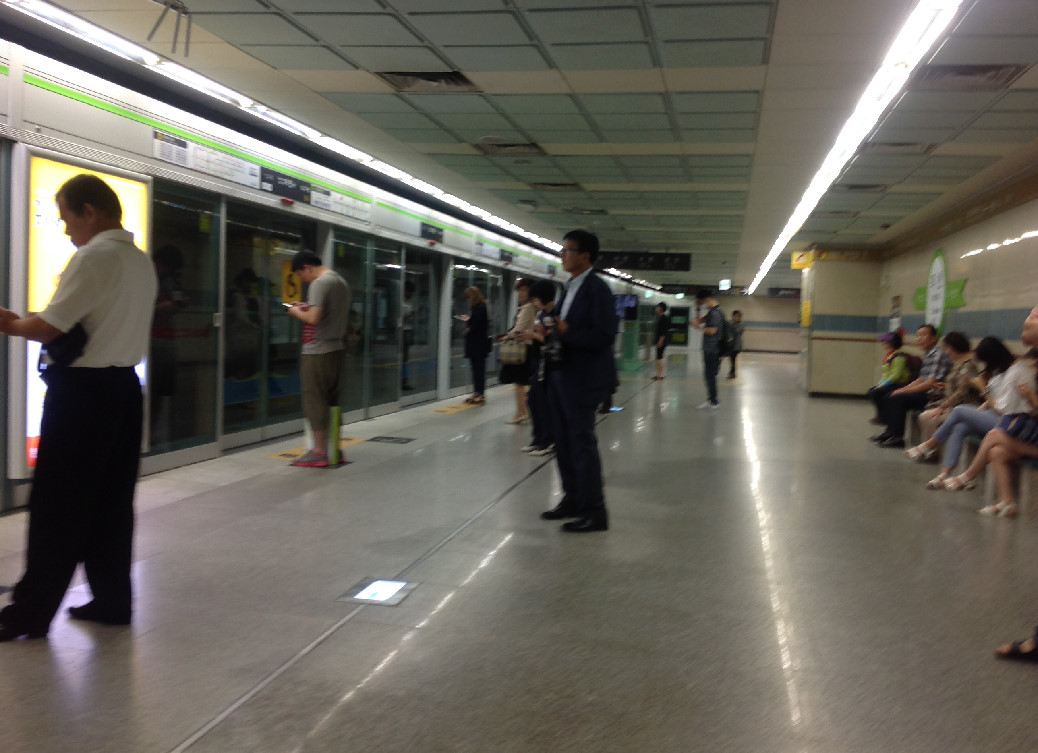
2호선 장산 방향 승강장
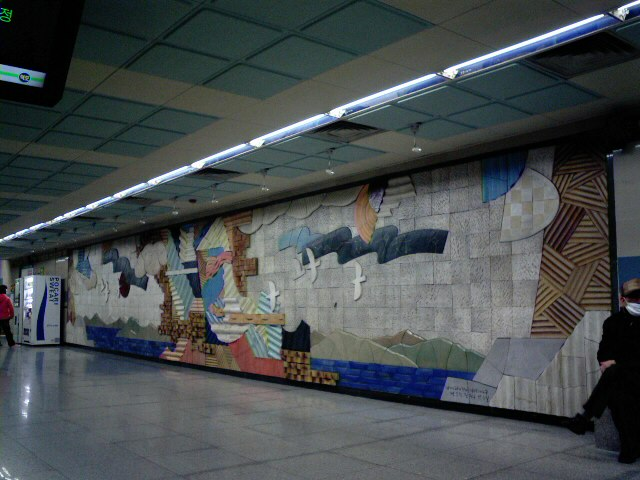
2호선 양산 방향 승강장 벽화
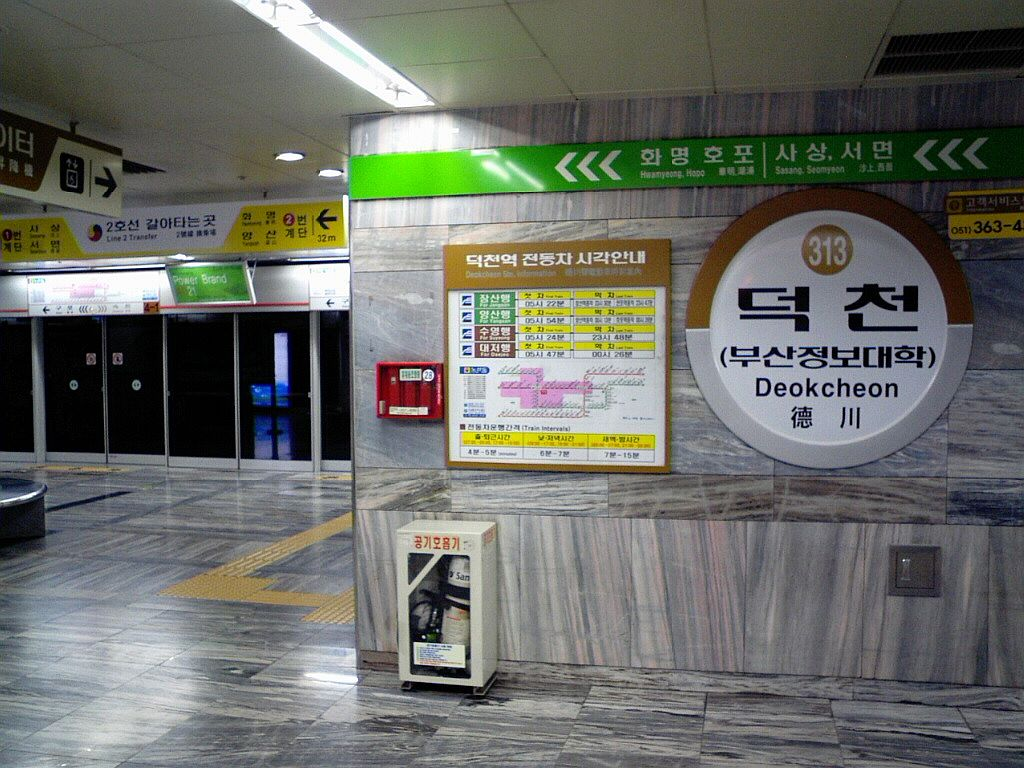
3호선 대저 방향 승강장(역명판 교체 전, 부역명 부산정보대학 시절)
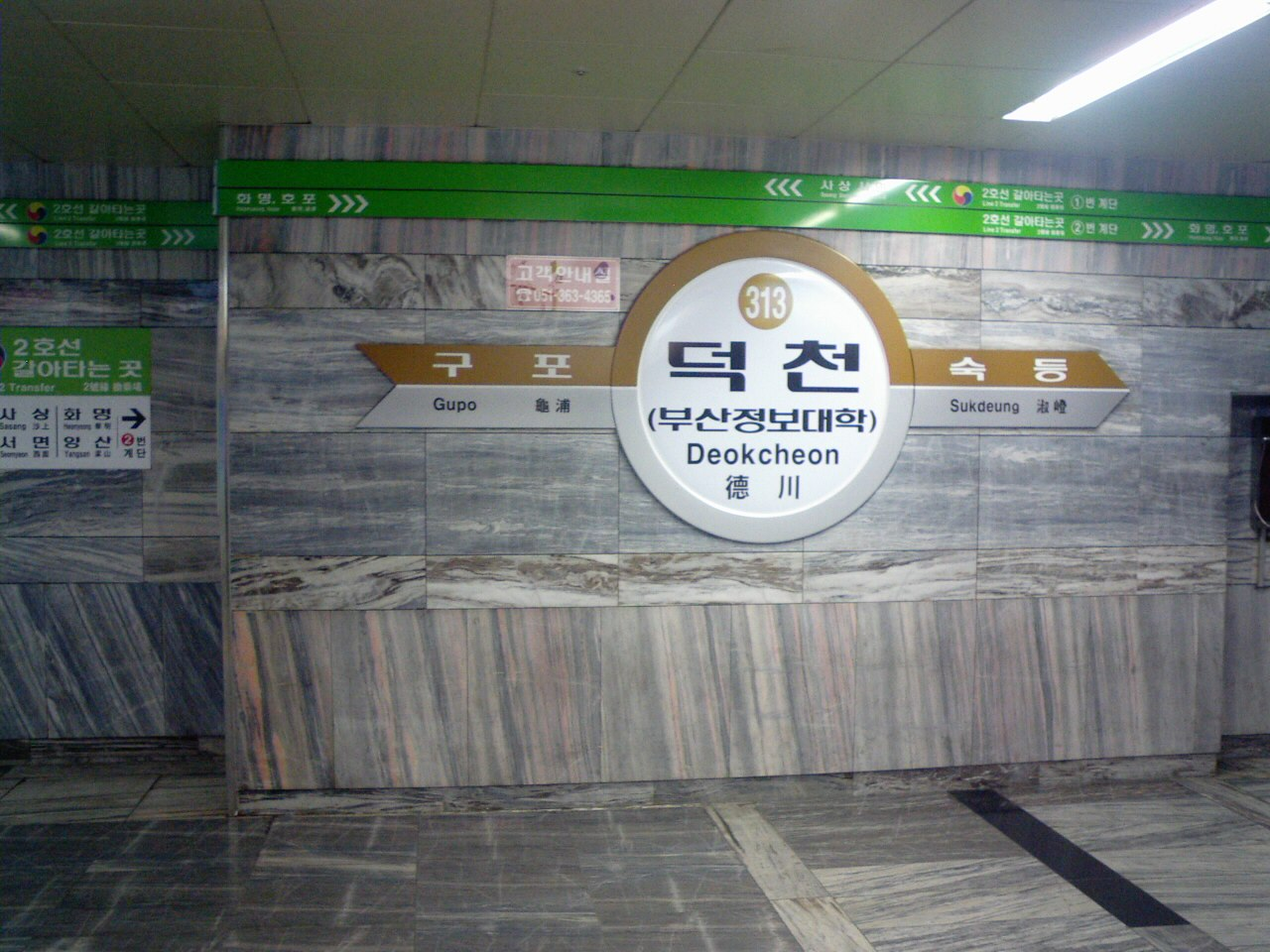
3호선 수영 방향 역명판(역명판 교체 전, 부역명 부산정보대학 시절)

## 같이 보기
- 부산과학기술대학교

## 인접한 역
| 부산 도시철도 2호선 | 부산 도시철도 2호선   | 부산 도시철도 2호선 |
| ------------------- | --------------------- | ------------------- |
| 232 구명 장산 방면  | ● 부산 도시철도 2호선 | 234 수정 양산 방면  |
| 부산 도시철도 3호선 |                       |                     |
| 312 숙등 수영 방면  | ● 부산 도시철도 3호선 | 314 구포 대저 방면  |